# Europees kampioenschap basketbal mannen 1959
Eurobasket 1959 is het elfde gehouden Europees Kampioenschap basketbal. Eurobasket 1959 werd georganiseerd door FIBA Europe. Zeventien landen die ingeschreven waren bij de FIBA, namen deel aan het toernooi dat gehouden werd in 1959 te Istanbul, Turkije. Het basketbalteam van de Sovjet-Unie werd de uiteindelijke winnaar.

## Eindklassement
1. Sovjet-Unie
2. Tsjecho-Slowakije
3. Frankrijk
4. Hongarije
5. Bulgarije
6. Polen
7. België
8. Roemenië
9. Joegoslavië
10. Italië
11. Israël
12. Turkije
13. Finland
14. Duitse Democratische Republiek
15. Spanje
16. Oostenrijk
17. Iran

## Voorronde
De voorronde bestond uit zeventien teams ingedeeld in vier groepen (een van vijf en drie van vier). Elk team speelde een wedstrijd tegen een groepsgenoot. De nummers 1 en 2 van alle groepen gingen door naar de halve finale, en de overige negen landen gingen door naar de eerste classificatieronde.

### Groep A
| Plaats | Land              | Pnt | W | V | PV  | PT  | Verschil |
| ------ | ----------------- | --- | - | - | --- | --- | -------- |
| 1      | Tsjecho-Slowakije | 6   | 3 | 0 | 260 | 160 | +100     |
| 2      | Polen             | 5   | 2 | 1 | 184 | 197 | −13      |
| 3      | Spanje            | 4   | 1 | 2 | 177 | 189 | −12      |
| 4      | Finland           | 3   | 0 | 3 | 147 | 222 | −75      |

| Finland           | 57 - 72 | Polen   |
| Tsjecho-Slowakije | 85 - 62 | Spanje  |
| Spanje            | 57 - 43 | Finland |
| Tsjecho-Slowakije | 82 - 51 | Polen   |
| Tsjecho-Slowakije | 93 - 47 | Finland |
| Polen             | 61 - 58 | Spanje  |

### Groep B
| Plaats | Land        | Pnt | W | V | PV  | PT  | Verschil |
| ------ | ----------- | --- | - | - | --- | --- | -------- |
| 1      | Bulgarije   | 5   | 2 | 1 | 219 | 208 | +11      |
| 2      | België      | 5   | 2 | 1 | 196 | 187 | +9       |
| 3      | Joegoslavië | 5   | 2 | 1 | 202 | 202 | 0        |
| 4      | Turkije     | 3   | 0 | 3 | 173 | 193 | −20      |

| België      | 61 - 50 | Turkije     |
| Bulgarije   | 80 - 72 | Joegoslavië |
| Turkije     | 66 - 70 | Joegoslavië |
| Bulgarije   | 77 - 79 | België      |
| Joegoslavië | 60 - 56 | België      |
| Bulgarije   | 62 - 57 | Turkije     |

### Groep C
| Plaats | Land                           | Pnt | W | V | PV  | PT  | Verschil |
| ------ | ------------------------------ | --- | - | - | --- | --- | -------- |
| 1      | Sovjet-Unie                    | 8   | 4 | 0 | 316 | 173 | +143     |
| 2      | Frankrijk                      | 7   | 3 | 1 | 252 | 228 | +24      |
| 3      | Italië                         | 6   | 2 | 2 | 250 | 233 | +17      |
| 4      | Israël                         | 5   | 1 | 3 | 248 | 308 | −60      |
| 5      | Duitse Democratische Republiek | 4   | 0 | 4 | 204 | 328 | −124     |

| Italië                         | 74 - 59 | Israël                         |
| Sovjet-Unie                    | 80 - 48 | Frankrijk                      |
| Duitse Democratische Republiek | 37 - 87 | Sovjet-Unie                    |
| Frankrijk                      | 77 - 66 | Israël                         |
| Israël                         | 79 - 67 | Duitse Democratische Republiek |
| Frankrijk                      | 50 - 47 | Italië                         |
| Italië                         | 85 - 65 | Duitse Democratische Republiek |
| Sovjet-Unie                    | 90 - 44 | Israël                         |
| Frankrijk                      | 77 - 35 | Duitse Democratische Republiek |
| Sovjet-Unie                    | 59 - 44 | Italië                         |

### Groep D
| Plaats | Land       | Pnt | W | V | PV  | PT  | Verschil |
| ------ | ---------- | --- | - | - | --- | --- | -------- |
| 1      | Roemenië   | 6   | 3 | 0 | 210 | 149 | +61      |
| 2      | Hongarije  | 5   | 2 | 1 | 254 | 153 | +101     |
| 3      | Iran       | 4   | 1 | 2 | 145 | 216 | −71      |
| 4      | Oostenrijk | 3   | 0 | 3 | 133 | 224 | −91      |

| Hongarije  | 109 - 48 | Iran       |
| Roemenië   | 83 - 48  | Oostenrijk |
| Oostenrijk | 43 - 92  | Hongarije  |
| Iran       | 48 - 65  | Roemenië   |
| Oostenrijk | 42 - 49  | Iran       |
| Roemenië   | 62 - 53  | Hongarije  |

## Classificatieronde 1
De negen landen die doorgingen naar de classificatieronde werden in drie groepen van drie verdeeld. Ieder land speelde een wedstrijd tegen een groepsgenoot. Afhankelijk van de resultaten van een team in de eerste classificatieronde, gingen de teams door naar de tweede classificatieronde.

### Groep 1
| Plaats | Land                           | Pnt | W | V | PV  | PT  | Verschil |
| ------ | ------------------------------ | --- | - | - | --- | --- | -------- |
| 1      | Joegoslavië                    | 4   | 2 | 0 | 175 | 119 | +56      |
| 2      | Duitse Democratische Republiek | 3   | 1 | 1 | 122 | 145 | −23      |
| 3      | Oostenrijk                     | 2   | 0 | 2 | 108 | 141 | −33      |

| Joegoslavië                    | 80 - 58 | Oostenrijk  |
| Duitse Democratische Republiek | 61 - 95 | Joegoslavië |
| Duitse Democratische Republiek | 61 - 50 | Oostenrijk  |

### Groep 2
| Plaats | Land    | Pnt | W | V | PV  | PT  | Verschil |
| ------ | ------- | --- | - | - | --- | --- | -------- |
| 1      | Italië  | 4   | 2 | 0 | 138 | 100 | +38      |
| 2      | Turkije | 3   | 1 | 1 | 108 | 123 | −15      |
| 3      | Spanje  | 2   | 0 | 2 | 95  | 118 | −23      |

| Turkije | 53 - 50 | Spanje |
| Turkije | 55 - 73 | Italië |
| Italië  | 65 - 45 | Spanje |

### Groep 3
| Plaats | Land    | Pnt | W | V | PV  | PT  | Verschil |
| ------ | ------- | --- | - | - | --- | --- | -------- |
| 1      | Israël  | 4   | 2 | 0 | 124 | 98  | +26      |
| 2      | Finland | 3   | 1 | 1 | 124 | 93  | +31      |
| 3      | Iran    | 2   | 0 | 2 | 80  | 137 | −57      |

| Israël | 56 - 55 | Finland |
| Iran   | 37 - 69 | Finland |
| Israël | 68 - 43 | Iran    |

## Classificatieronde 2
De nummers 1 van classificatieronde 1 gingen in de tweede classificatieronde in Groep 1 spelen voor de plaatsen 9, 10 en 11. De nummers 2 van classificatieronde 1 gingen in de tweede classificatieronde in Groep 2 spelen voor de plaatsen 12, 13 en 14. De nummers 3 van classificatieronde 1 gingen in de tweede classificatieronde in Groep 3 spelen voor de plaatsen 15, 16 en 17.

### Groep 1 (plaatsen 9 - 11)
| Plaats | Land        | Pnt | W | V | PV  | PT  | Verschil |
| ------ | ----------- | --- | - | - | --- | --- | -------- |
| 1      | Joegoslavië | 4   | 2 | 0 | 150 | 130 | +20      |
| 2      | Italië      | 3   | 1 | 1 | 151 | 143 | +17      |
| 3      | Israël      | 2   | 0 | 2 | 110 | 147 | −37      |

| Italië      | 76 - 78 | Joegoslavië |
| Joegoslavië | 72 - 54 | Israël      |
| Italië      | 75 - 56 | Israël      |

### Groep 2 (plaatsen 12 - 14)
| Plaats | Land                           | Pnt | W | V | PV  | PT  | Verschil |
| ------ | ------------------------------ | --- | - | - | --- | --- | -------- |
| 1      | Turkije                        | 4   | 2 | 0 | 116 | 110 | +6       |
| 2      | Finland                        | 3   | 1 | 1 | 117 | 111 | +6       |
| 3      | Duitse Democratische Republiek | 2   | 0 | 2 | 102 | 114 | −12      |

| Turkije                        | 54 - 53 | Duitse Democratische Republiek |
| Duitse Democratische Republiek | 49 - 60 | Finland                        |
| Turkije                        | 62 - 57 | Finland                        |

### Groep 3 (plaatsen 15 - 17)
| Plaats | Land       | Pnt | W | V | PV  | PT  | Verschil |
| ------ | ---------- | --- | - | - | --- | --- | -------- |
| 1      | Spanje     | 4   | 2 | 0 | 135 | 75  | +60      |
| 2      | Oostenrijk | 3   | 1 | 1 | 93  | 113 | −20      |
| 3      | Iran       | 2   | 0 | 2 | 91  | 131 | −40      |

| Spanje     | 64 - 33 | Oostenrijk |
| Oostenrijk | 60 - 49 | Iran       |
| Spanje     | 71 - 42 | Iran       |

## Halve Finale
De nummers 1 en 2 van de voorronde gingen door naar de halve finale. Hier werden de acht landen ingedeeld in twee groepen van vier.

### Groep 1
| Plaats | Land        | Pnt | W | V | PV  | PT  | Verschil |
| ------ | ----------- | --- | - | - | --- | --- | -------- |
| 1      | Sovjet-Unie | 6   | 3 | 0 | 213 | 179 | +34      |
| 2      | Hongarije   | 5   | 2 | 1 | 190 | 177 | +13      |
| 3      | Bulgarije   | 4   | 1 | 2 | 181 | 190 | −9       |
| 4      | Polen       | 3   | 0 | 3 | 172 | 210 | −38      |

| Sovjet-Unie | 78 - 59 | Polen       |
| Bulgarije   | 52 - 67 | Hongarije   |
| Hongarije   | 63 - 56 | Polen       |
| Sovjet-Unie | 66 - 60 | Bulgarije   |
| Bulgarije   | 59 - 57 | Polen       |
| Hongarije   | 60 - 69 | Sovjet-Unie |

### Groep 2
| Plaats | Land              | Pnt | W | V | PV  | PT  | Verschil |
| ------ | ----------------- | --- | - | - | --- | --- | -------- |
| 1      | Frankrijk         | 6   | 3 | 0 | 179 | 164 | +15      |
| 2      | Tsjecho-Slowakije | 5   | 2 | 1 | 191 | 160 | +31      |
| 3      | België            | 4   | 1 | 2 | 191 | 218 | −27      |
| 4      | Roemenië          | 3   | 0 | 3 | 189 | 206 | −19      |

| Tsjecho-Slowakije | 76 - 49 | België            |
| Roemenië          | 52 - 61 | Frankrijk         |
| België            | 63 - 66 | Frankrijk         |
| Roemenië          | 59 - 66 | Tsjecho-Slowakije |
| Roemenië          | 76 - 79 | België            |
| Frankrijk         | 52 - 49 | Tsjecho-Slowakije |

## Finalegroepen
De nummers 1 en 2 van de halve finale gingen in de finalegroepen in Groep 1 spelen voor de plaatsen 1, 2, 3 en 4. De nummers 3 en 4 van de halve finale gingen in de finalegroepen in Groep 2 spelen voor de plaatsen 5, 6, 7 en 8.

### Groep 1 (plaatsen 1 - 4)
| Plaats | Land              | Pnt | W | V | PV  | PT  | Verschil |
| ------ | ----------------- | --- | - | - | --- | --- | -------- |
| 1      | Sovjet-Unie       | 6   | 3 | 0 | 240 | 204 | +36      |
| 2      | Tsjecho-Slowakije | 4   | 1 | 2 | 192 | 196 | −4       |
| 3      | Frankrijk         | 4   | 1 | 2 | 184 | 199 | −15      |
| 4      | Hongarije         | 4   | 1 | 2 | 183 | 200 | −17      |

| Frankrijk         | 60 - 62 | Hongarije         |
| Sovjet-Unie       | 83 - 72 | Tsjecho-Slowakije |
| Hongarije         | 61 - 71 | Tsjecho-Slowakije |
| Sovjet-Unie       | 88 - 72 | Frankrijk         |
| Hongarije         | 60 - 69 | Sovjet-Unie       |
| Tsjecho-Slowakije | 49 - 52 | Frankrijk         |

### Groep 2 (plaatsen 5 - 8)
| Plaats | Land      | Pnt | W | V | PV  | PT  | Verschil |
| ------ | --------- | --- | - | - | --- | --- | -------- |
| 1      | Bulgarije | 6   | 3 | 0 | 194 | 158 | +36      |
| 2      | Polen     | 5   | 2 | 1 | 198 | 203 | −5       |
| 3      | België    | 4   | 1 | 2 | 196 | 222 | −26      |
| 4      | Roemenië  | 3   | 0 | 3 | 194 | 199 | −5       |

| Bulgarije | 53 - 52 | Roemenië  |
| Polen     | 74 - 68 | België    |
| Polen     | 67 - 66 | Roemenië  |
| Bulgarije | 72 - 49 | België    |
| Polen     | 57 - 69 | Bulgarije |
| Roemenië  | 76 - 79 | België    |

| Eurobasket 1959 winnaar  |
| ------------------------ |
| Sovjet-Unie Vijfde titel |